# Saint-Marcel-Campes
Saint-Marcel-Campes – miejscowość i gmina we Francji, w regionie Oksytania, w departamencie Tarn.
Według danych na rok 1990 gminę zamieszkiwały 244 osoby, a gęstość zaludnienia wynosiła 11 osób/km² (wśród 3020 gmin regionu Midi-Pireneje Saint-Marcel-Campes plasuje się na 819. miejscu pod względem liczby ludności, natomiast pod względem powierzchni na miejscu 497.).